# 素描簿
素描簿（或素描本）是一種用於素描的紙製用品，有A4紙為中心的多種大小尺寸，通常以較高品質的紙製成。一般來說，繪畫者為了避免透底而妨礙繪畫，只會使用一邊的紙。一些新聞記者為了記錄新聞發生的現場的周遭環境，也會使用素描簿。